# Shuriken Sentai Ninninger
Shuriken Sentai Ninninger (手裏剣戦隊ニンニンジャー (Thủ lý kiếm Chiến đội Ninninger) Shuriken Sentai Ninninjā) - tạm dịch là Chiến đội Thủ lý kiếm Ninninger (hoặc Chiến đội Phi tiêu Ninninger), là bộ phim Super Sentai thứ 39, được phát hành vào 22 tháng 2 năm 2015, tiếp sau Ressha Sentai ToQger, cùng với Kamen Rider Drive và Kamen Rider Ghost trong Super Hero Time. Đây là bộ phim thứ 3 được lấy nội dung về Ninja (sau Ninja Sentai Kakuranger và Ninpuu Sentai Hurricanger), và là bộ phim thứ 2 trong series mà các chiến binh (trừ Star Ninger) được gọi bằng màu sắc theo tiếng Nhật mà không phải theo tiếng Anh (sau Himitsu Sentai Goranger).  Daewon Media (Hàn Quốc) lồng tiếng Hàn cho phim này với tên gọi 'Power Rangers Ninja Force.
Bộ phim được thuyết minh và phát hành tại Việt Nam bởi hãng phim Phương Nam với tên gọiNinninger - Chiến đội Ninja. Phim được phát sóng trên kênh truyền hình Vĩnh Long 1 hoặc kênh thiếu nhi Sao TV. Đây là series phim cuối cùng do hãng phim Phương Nam mua bản quyền tại Việt Nam .
Bản Mỹ hóa được Saban sản xuất với tên gọi Power Rangers Ninja Steel ra mắt ngày 21 tháng 1 năm 2017.

## Nội dung
Để đạt tới danh hiệu "Last Ninja" của người ông Igasaki Yoshitaka, 5 người cháu đã kế thừa ý chí của ông. Kẻ thù của họ là Quân đoàn Kibaoni Gengetsu và các Youkai (妖怪 - yêu quái) đang cố gắng thu thập nỗi sợ hãi để hồi sinh chủ nhân của mình. Đồng hành thêm với họ là 1 ninja cao bồi đến từ Mỹ, họ trở thành Shuriken Sentai Ninninger, với khẩu hiệu "Những Shinobi (kẻ ẩn mình) không thích ẩn mình!" (忍びなれども忍ばない Shinobi nare domo shinobanai), chiến đấu chống lại Quân đoàn Kibaoni Gengetsu và tiêu diệt các Youkai, thu thập lại các Shuriken phong ấn.

## Nhân vật

### Shuriken Sentai Ninninger
Igasaki Takaharu (伊賀崎 天晴 (Y Hạ Khi Thiên Tình)) - Aka Ninger (アカニンジャー Aka Ninjā)
"Ánh dương chói lọi - Aka Ninger!" (暴れて天晴れ! - アカニンジャー! "Abarete appare! - Aka Ninjā")
Lãnh đạo  của Ninninger. Anh là người bốc đồng, hành động trước suy nghĩ, hay nói "Muốn bùng cháy!". Anh đóng vai trò là một người gắn kết mọi người lại với nhau nhưng đôi khi bất thành. Ra khỏi nhóm, anh muốn trở thành một ninja giỏi. Là một trong những người thừa kế của Igasaki Yoshitaka, anh muốn giỏi như ông nội của mình. Sau trận đấu cuối cùng, anh đã mở võ đường riêng và chính mình dạy các môn sinh.
Katou "Cloud" Yakumo (加藤・クラウド・八雲 (Gia Đằng Bát Vân)) - Ao Ninger (アオニンジャー Ao Ninjā)
"Mây mù cuồn cuộn - Ao Ninger!" (轟け八雲! - アオニンジャー! "Todoroke yakumo! - Ao Ninjā!")
Em họ của Takaharu. Ban đầu Yakumo ở Anh và đang học ở trường Phép thuật của MagiYellow - Ozu Tsubasa (Magiranger) lập ra cho đến khi cậu được gọi trở lại Nhật Bản. Cậu khá lạnh lùng và có phần hơi tự cao, hay nói từ "Easy". Cậu cũng khá nóng tính và cứng đầu. Là một trong những người thừa kế của Isagaki Yoshitaka, Yakumo là một trong những đứa cháu được chọn để trở thành Ninninger. Cậu được gọi trở về Nhật bởi người cậu của mình Isagaki Tsumuji, và đồng thời cũng là bố của anh em Takaharu và Fuuka. Khác với các anh em, cậu là người tiếp thu các kỹ thuật rất nhanh và có thể làm chủ nhẫn thuật nhanh chóng. Cậu cảm thấy nó dễ dàng hơn việc học ảo thuật nên ban đầu không quan tâm. Cậu dường như muốn đối đầu với Takaharu và quyết định cạnh tranh với mọi người để giành lấy danh hiệu Last Ninja của ông. Sau trận đấu cuối cùng, cậu mở trường dạy ảo thuật của mình tại Anh, kết hợp giữa thuật ninja và ảo thuật, mặc dù vẫn còn một chặng đường dài để trở thành Phù thủy nước Anh.
Matsuo Nagi (松尾 凪 (Tùng Vĩ Chỉ)) - Ki Ninger (キニンジャー Ki Ninjā)
"Khoảng lặng rạng ngời - Ki Ninger!" (きらめきの凪! - キニンジャー! "Kirameki no nagi! - Ki Ninjā !")
Em họ của Takaharu và Yakumo và cũng là thành viên nhỏ tuổi rất nhóm, cậu rất thân thiện, hoạt bát, hiếu động và có tính cách trẻ con. Tuy vẻ ngoài không giống nhưng cậu khá thông minh và khả năng quan sát rất tốt. Cậu luôn bị ám ảnh về việc đăng ký bản quyền. Cũng như những anh em khác trừ Takaharu, ban đầu cậu không đồng ý trở thành Ninninger vì không đủ dũng khí cho đến khi Takaharu thuyết phục. Ban đầu cậu sử dụng cuốn sổ như sách hướng dẫn để chống lại các Youkai, nhưng vô ích, sau đó cậu quyết định dùng tới kinh nghiệm và coi Takaharu như là ví dụ cho việc hành động không cần suy nghĩ. Sau trận đấu cuối cùng, cậu quay về học đại học.
Igasaki Fuuka (伊賀崎 風花 (Y Hạ Kỳ Phong Hoa)) - Shiro Ninger (シロニンジャー Shiro Ninjā)
"Gió thắm sắc hoa - Shiro Ninger!" (ひとひら風花! - シロニンジャー! "Hitohira kazahana! - Shiro Ninjā")
Em gái ruột của Takaharu. Cô là một cô gái lạc quan, tinh khiết và chăm chỉ. Cô cũng là người rất đáng tin cậy nhưng đôi lúc hơi vụng về. Lúc nào cô cũng vui vẻ, nhưng đôi lúc cô mang nỗi buồn rất sâu. Sau trận chiến cuối cùng, Fuuka đặt mục tiêu trở thành một ngôi sao và dùng các thuật ninja như một tài năng của mình.
Momochi Kasumi (百地 霞 (Bách Địa Hà)) - Momo Ninger (モモニンジャー Momo Ninjā)
"Khói sương hư ảo - Momo Ninger!" (揺らめく霞! - モモニンジャー! "yurameku kasumi! - Momo Ninjā!")
Chị họ của Takaharu và Fuuka cũng là thành viên lớn tuổi nhất nhóm. Kasumi là một cô gái kín đáo, yêu khoa học. Đôi khi cô rất sắc sảo, nhưng đôi lúc lại rất nữ tính. Và cô cũng khá láu cá, thích dán giấy lên lưng đồng đội, và là chị cả của nhóm. Sau trận chiến cuối cùng, cô quyết định quay trở lại nghiên cứu những bí mật đằng sau các Ninninger.
Kinji Takigawa (キンジ タキガワ (Long Xuyên Kim Thứ)) - Star Ninger (スターニンジャー Sutā Ninjā)
"Ngôi sao rực sắc - Star Ninger!" (彩の星! - スターニンジャー! "irodori no hoshi! - Sutā Ninjā!")
"Shinobi thì cũng party night" (忍びなれどもパーリナイ! "Shinobi nare domo pārinai!")
- Kinji là Ninja Cowboy, một thợ săn Youkai đến từ Mỹ, đã học được căn bản từ bố mình, ông Junji, trước khi trở thành trẻ mồ côi khi anh trai Reiji và bố Junji bị giết bởi Western Yokai Okami. Mục tiêu của anh là trở thành thợ săn Youkai, bằng cách tìm Yoshitaka để nhận ông làm sư phụ. Sau khi theo dấu Yoshitaka tới Nhật, anh đã học nói tiếng địa phương qua phim lịch sử về thời Edo. Kinji được trao cơ hội nếu giết được các Ninninger trong 1 tháng. Phải rất vất vả anh mới được thu nhận. Sau trận chiến cuối cùng, anh thừa kế quán lẩu oden của Yoshitaka và mở rộng ra tới Mỹ.
Igasaki Yoshitaka (伊賀崎 好天 (Y Hạ Khi Hảo Thiên)) - Aka Ninger (アカニンジャー Aka Ninjā)
"Mặt trời bất tận" (果てなき日輪! "Hatenaki nichirin!") (tập 45)
- Ông được gọi là Last Ninja (ラストニンジャ rasuto ninja), là ông của 5 thành viên Ninninger và là người phong ấn Kibaoni Gengetsu vào khoảng hơn 400 năm trước. Ông được cho là đã chết nhưng thực ông đã bí mật xây dựng các Otomonin. Yoshitaka chỉ xuất hiện khi đưa các Otomonin Shuriken cho Ninninger. Thỉnh thoảng, ông hay thêm tiếng Ý trong câu nói của mình. Ông tự tay xây dựng lại Igasaki Ninjutsu Dojo (伊賀崎忍術道場) sau khi dojo cũ bị phá hủy. Một trong nhiều truyền thuyết liên quan đến Yoshitaka là ông đã liên lạc với nhiều lần người ngoài hành tinh, được chứng minh qua việc ông sử dụng công nghệ ngoài hành tinh để tạo ra các Otomonin. Yoshitaka tuyên bố sẽ chọn một trong những đứa cháu của mình làm người kế thừa ông bằng cách cải thiện Nintality của họ và đạt tới danh hiệu Last Ninja. Tuy nhiên, sau đó ông lại tiết lộ rằng danh hiệu Last Ninja có thể chỉ được thừa hưởng bởi người nào giết được ông và hấp thụ Nintality của ông, cùng với nỗi đau của chính những Ninninger. Nhưng Takaharu tin rằng có thể đạt tới Last Ninja bằng chính con đường riêng của mỗi người, ông đã công nhận họ và gia nhập Ninninger cho trận chiến cuối cùng bằng cách biến thân thành Aka Ninger của riêng ông (tập 45-46). Ông bị Kyuemon giết và lấy đi Nintality và Shuriken Kết Thúc trước khi biến mất. Đồng thời, Yoshitaka tiết lộ rằng ông thực sự đã chết trước đây vài thập kỉ khi ông phong ấn Kibaoni Gengetsu, và Shuriken Kết Thúc là thứ giúp ông duy trì sự tồn tại ở hình dạng con người. Trước khi chết, ông đưa cho Ninninger một Shuriken Phong Ấn có thể chuyển đổi thành Nin Shuriken dành cho Kyuemon sau khi đã thừa nhận ông là thầy của mình.
Igasaki Tsumuji (伊賀崎 旋風 (Y Hạ Khi Toàn Phong)) - Aka Ninger (アカニンジャー Aka Ninjā)
"Cuồng phong cắt xé" (切り裂く旋風! "kirisaku tsumuji!") (tập 45)
Bố của Takaharu và Fuuka và con trai của Yoshitaka. Ông được đào tạo từ khi còn nhỏ bởi bố mình là Yoshitaka cùng với Kyuemon cho đến một ngày ông có khả năng sử dụng Nhẫn thuật, nhưng Nintality của ông lại bị đánh cắp bởi Kyuemon. Do đó, ông sử dụng tất cả các kiến thức để thay cho Nintally để đào tạo các Ninninger đời kế tiếp. Ông là một trong những người tạo ra các Ninja Ichiban Tou dành cho các Ninninger. Sau khi được các Ninninger giúp đỡ lấy lại Nintality từ Kyuemon, Tsumuji gia nhập Ninnger trong trận chiến cuối cùng chống lại Kibaoni bằng cách biến thân thành Aka Ninger (tập 45-46).
Kokonoe Luna (九重 ルナ) - Mido Ninger (ミドニンジャー Mido Ninjā)
"Sục sôi đêm 16 trăng khuyết - Mido Ninger!" (ぬいぐるみの第十六夜待っている月！ - ミドニンジャー! Nuigurumi no dai-jūroku yoru matte iru tsuki! - Mido Ninjā!")
Cô là một thành viên mới của Ninninger có khả năng biến hình thành Mido Ninger, bằng cách sử dụng cùng một Nin Shuriken được dành cho Kyuemon, và được sở hữu bởi tinh thần của mình. Cô chỉ xuất hiện trong movie Comeback!Shuriken Sentai Ninninger Returns: Ninnin Girls vs. Boys Final Wars.
Igasaki Yoshiharu (伊賀崎 快晴 (Y Hạ Khi Khoái Tình)) - Aka Ninger (アカニンジャー Aka Ninjā)
Con trai của Takaharu và là Aka Ninger đời tiếp theo. Xuất hiện trong hình dạng một cậu bé 12 tuổi từ tương lai trở về mang theo một lời cảnh báo đến cho các Zyuohger và Ninninger. Ước mơ được trở thành một Super Sentai giống như bố mình, nhưng lịch sử Super Sentai đã chấm dứt do trận chiến giữa Zyuohger và Ninninger, dấn tới việc ở thời điểm cậu đang sống 12 năm sau đã không còn một Super Sentai nào tồn tại. Có khả năng chuyển đổi thành Aka Ninger nhờ Nin Shuriken của Yoshitaka. Chỉ xuất hiện trong Doubutsu Sentai Zyuohger & Ninninger: Message from the Future from Super Sentai.

### Quân đoàn Kibaoni Gengetsu
- Izayoi Kyuuemon (十六夜 九衛門?)
- Gabi Raizou (蛾眉 雷蔵?)
- Tsugomori Masakage (晦 正影?)
- Ariake no Kata (有明の方?)
- Kibaoni Gengetsu (牙鬼 幻月?)

## Trang Bị
- Nin Shuriken (忍シュリケン?)
- Ninja Ichiban Tou (忍者一番刀?)
- Gama Gama Juu (ガマガマ銃?)
- Karakuri Hengen (カラクリヘンゲン?)
- Ninja Star Burger (忍者スターバーガー?)
- Star Sword-Gun (スターソードガン?)

## Danh sách tập phim
Mỗi tập phim Ninninger được gọi là "Shinobi".
| Số tập | Nội dung                                        | Tác giả          | Thời gian phát sóng       |
| ------ | ----------------------------------------------- | ---------------- | ------------------------- |
| 1      | Chúng ta là Ninja                               | Kento Shimoyama  | 22 Tháng 2 2015           |
| 2      | Trở thành Ninja cuối cùng                       | Kento Shimoyama  | 01 tháng 3 năm 2015       |
| 3      | Kẻ thù nguy hiểm Gabi xuất hiện                 | Kento Shimoyama  | 08 Tháng Ba 2015          |
| 4      | Chú voi xuất hiện! Paonmaru                     | Kento Shimoyama  | 15 Tháng Ba 2015          |
| 5      | Ninja vũ trụ                                    | Kento Shimoyama  | 22 Tháng Ba 2015          |
| SP     | Shuriken Sentai Ninninger Vs Kamen Rider Drive  | Riku Sanjo       | Ngày 29 tháng 3 năm 2015  |
| 6      | Fuuka bị bắt cóc                                | Kento Shimoyama  | Ngày 05 tháng 4 năm 2015  |
| 7      | Lễ hội Ninja mùa xuân                           | Kento Shimoyama  | Ngày 12 tháng 4 năm 2015  |
| 8      | Nekomata du hành thời gian                      | Keanto Shimoyama | 19 tháng 4 năm 2015       |
| 9      | Thuật Ninja và phép thuật trận chiến lớn        | Kento Shimoyama  | 26 tháng 4 năm 2015       |
| 10     | Yeehaw - Ninja màu vàng kim                     | Kento Shimoyama  | 03 Tháng 5 năm 2015       |
| 11     | Shinobimaru trở lại                             | Kento Shimoyama  | May 10, 2015              |
| 12     | Trận chiến tối thượng hợp thể thần kỳ           | Kento Shimoyama  | May 17, 2015              |
| 13     | Cháy lên thế vận hội Ninja                      | Kento Shimoyama  | May 24, 2015              |
| 14     | Lời kêu cứu lừa đảo                             | Kento Shimoyama  | May 31, 2015              |
| 15     | Youkai coi chừng mắc sai lầm                    | Kento Shimoyama  | Ngày 07 tháng 6 năm 2015  |
| 16     | Ba Tsumuji là Ninja siêu đẳng                   | Nobuhiro Mouri   | 14 tháng 6 năm 2015       |
| 17     | Tạm biệt Ninja Star                             | Kento Shimoyama  | 21 tháng 6 năm 2015       |
| 18     | Youkai yêu quý của Yakumo                       | Nobuhiro Mouri   | Ngày 28 tháng 6 năm 2015  |
| 19     | Đi tìm cỗ máy Ninja: Sky                        | Kento Shimoyama  | Ngày 05 tháng 7 năm 2015  |
| 20     | Ninja siêu đẳng Lion Ha-Oh                      | Kento Shimoyama  | Ngày 12 tháng 7 năm 2015  |
| 21     | Bùng cháy! Trận bóng chày Ninja trong mơ        | Kento Shimoyama  | 19 tháng 7 năm 2015       |
| 22     | Hợp thể! Đại Ninja                              | Kento Shimoyama  | Ngày 26 tháng 7 năm 2015  |
| 23     | Mùa hè tới rồi! Cuộc thi gan dạ của Ninja       | Kento Shimoyama  | 02 Tháng 8 2015           |
| 24     | Mùa hè tới rồi! Youkai phương Tây xuất hiện     | Kento Shimoyama  | 09 tháng 8 năm 2015       |
| 25     | Mùa hè tới rồi! Coi chừng Dracula               | Nobuhiro Mouri   | 16 Tháng 8 2015           |
| 26     | Kết quả cuộc đua trở thành Ninja cuối cùng      | Nobuhiro Mouri   | 23 Tháng Tám 2015         |
| 27     | Mùa hè tới rồi! Khai sinh Ninja Star siêu đẳng  | Kento Shimoyama  | 30 tháng 8 năm 2015       |
| 28     | Ninja của Izayoi                                | Kento Shimoyama  | 06 Tháng Chín 2015        |
| 29     | Trò chơi xuất sắc                               | Kento Shimoyama  | Tháng Chín 13, 2015       |
| 30     | Nhắm vào trường học Ninja                       | Kento Shimoyama  | Ngày 20 tháng 9 năm 2015  |
| 31     | Cỗ máy Ninja hủy diệt của Izayoi                | Kento Shimoyama  | 27 Tháng 9 2015           |
| 32     | Ninja siêu nóng! Achaa                          | Kento Shimoyama  | 4 tháng 10 năm 2015       |
| 33     | Yakumo yêu quý của Suzumebachi                  | Nobuhiro Mouri   | 11 Tháng Mười 2015        |
| 34     | Ninja huyền thoại - Jiraya xuất hiện            | Kento Shimoyama  | Ngày 18 tháng 10 năm 2015 |
| 35     | Mê lộ trở thành Youkai của Ninja Star           | Kento Shimoyama  | 25 tháng 10 năm 2015      |
| 36     | Kinji, siêu sao mới                             | Kento Shimoyama  | 08 Tháng Mười Một 2015    |
| 37     | Con đường trở thành Ninja cuối cùng             | Kento Shimoyama  | 15 Tháng 11 năm 2015      |
| 38     | Cô phù thủy nhỏ                                 | Nobuhiro Mouri   | Ngày 22 tháng 11 năm 2015 |
| 39     | Con trai Kibaoni Mangetsu xuất hiện             | Nobuhiro Mouri   | 29 tháng 11 năm 2015      |
| 40     | Stanta Claus nguy hiểm                          | Kento Shimoyama  | 06 tháng 12 năm 2015      |
| 41     | Lời mời của Kibaoni. Năm trò chơi thi đấu       | Kento Shimoyama  | 13 tháng 12 năm 2015      |
| 42     | Trận chiến các cỗ máy Ninja! Nekomata phản công | Kento Shimoyama  | 20 Tháng Mười Hai 2015    |
| 43     | Ninja huyền thoại! Đại tác chiến Youkai Karuta  | Nobuhiro Mouri   | 27 tháng 12 năm 2015      |
| 44     | Đại chiến! Thử thách của Ninja cuối cùng        | Kento Shimoyama  | 17 tháng 1 năm 2016       |
| 45     | Ba thế hệ Ninja! Toàn bộ Ninja tập hợp          | Kento Shimoyama  | 24 tháng 1 năm 2016       |
| 46     | Trận quyết chiến phi tiêu cuối cùng             | Kento Shimoyama  | 31 tháng 1 năm 2016       |
| Final  | Ninja thế hệ mới                                | Kento Shimoyama  | 07 tháng 2 năm 2016       |

## Phim dài
Các Ninningers xuất hiện đầu tiên trong một đoạn ngắn, một phần từ Ressha Sentai ToQger vs Kyoryuger: The Movie. Đã ra mắt vào 17 tháng 1 năm 2015. Ngoài ra còn có các loạt phim dài khác như: 

### Super Hero Taisen GP
Được công chiếu vào 21 tháng 3 năm 2015 với nội dung các Ninninger và Kamen Rider tái hợp lại với nhau.

### Shuriken Sentai Ninninger & ToQger The Movie: Ninja in Wonderland
Đọc thêm: Shuriken Sentai Ninninger vs. ToQger the Movie: Ninja in Wonderland
Ninningers gặp một kẻ thù mới, Dark Doctor Mavro, Shadow còn sót lại của Shadow Line. Hắn đã tạo ra một phiên bản Dark Aka Ninger bằng cách hợp nhất bản sao 3 ninja huyền thoại là Hattori Hanzou, Fuuma Kotarou và Sarutobi Sasuke, cùng với sức mạnh của Aka Ninger thật sự là Takaharu. Và do đó, tính mạng của Takaharu hiện đang gặp nguy hiểm.Tất cả hy vọng dường như đã mất hết cho đến khi Ninningers gặp được ToQger, người từng chiến đấu và đánh bại Shadow Line trong quá khứ, và cả hai đội lên đường chống lại các Youkai và Shadow, và cùng với đó là giành lại mạng sống cho Takaharu. Phim có sự xuất hiện của Doubutsu Sentai Zyuohger với vai trò khách mời.
Phim được công chiếu ở các rạp trên nước Nhật vào ngày 23 tháng 1 năm 2016.

### Doubutsu Sentai Zyuohger & Ninninger: Message from the Future from Super Sentai
Một cậu bé đến từ tương lai đến hiện tại mang theo một lời cảnh báo đến Takaharu và Yamato (Zyuoh Eagle) rằng lịch sử Super Sentai sẽ chấm dứt do trận chiến giữa Ninninger và Zyuohger trong quá khứ. Các Ninninger đã mắc bẫy của Deathgalien nhằm xúi giục các Ninninger và Zyuohger khai chiến với nhau và tin rằng các Zyuohger là những Youkai. Liệu cậu bé có thành công trong việc ngăn chặn sự chấm dứt của Super Sentai hay không? Bộ phim có sự xuất hiện của Uchuu Sentai Kyuranger với vai trò khách mời.
Phim được công chiếu ở các trên nước Nhật vào ngày 14 tháng 1 năm 2017.
Super Sentai Saikyo Battle

## Diễn viên

### Diễn viên chính
- Takaharu Igasaki (伊賀崎 天晴 Igasaki Takaharu?): Shunsuke Nishikawa (西川 俊介 Nishikawa Shunsuke?)
- Yakumo "Cloud" Kato (加藤 クラウド 八雲 Katō Kuraudo Yakumo?): Gaku Matsumoto (松本 岳 Matsumoto Gaku?).
- Nagi Matsuo (松尾 凪 Matsuo Nagi?): Kaito Nakamura (中村 嘉惟人 Nakamura Kaito?).
- Fuka Igasaki (伊賀崎 風花 Igasaki Fūka?): Yuuka Yano (矢野 優花 Yano Yūka?).
- Kasumi Momochi (百地 霞 Momochi Kasumi?): Kasumi Yamaya (山谷 花純 Yamaya Kasumi?).
- Kinji Takigawa (キンジ・タキガワ?): Hideya Tawada (多和田 秀弥 Tawada Hideya?)
- Tsumuji Igasaki (伊賀崎 旋風 Igasaki Tsumuji?): Toshihiro Yashiba (矢柴 俊博 Yashiba Toshihiro?).
- Yoshitaka Igasaki (伊賀崎 好天 Igasaki Yoshitaka?): Takashi Sasano (笹野 高史 Sasano Takashi?)
- Gengetsu Kibaoni (牙鬼 幻月 Kibaoni Gengetsu?, Voice): Mugihito (麦人?)[2]
- Kyuemon Izayoi (十六夜 九衛門 Izayoi Kyūemon?, Voice): Megumi Han (潘 めぐみ Han Megumi?)[2]
- Raizo Gabi (蛾眉 雷蔵 Gabi Raizō?, Voice): Kenji Matsuda (松田 賢二 Matsuda Kenji?)[2]
- Masakage Tsugomori (晦 正影 Tsugomori Masakage?, Voice): Ryūsei Nakao (中尾 隆聖 Nakao Ryūsei?).
- Ariake no Kata (有明の方 Voice?): Kotono Mitsuishi (三石 琴乃 Mitsuishi Kotono?)
- Narration, Ninninger Equipment Voice: Tsutomu Tareki (垂木 勉 Tareki Tsutomu?)

### Khách mời
- Sasuke (サスケ? 7): Teruaki Ogawa (小川 輝晃 Ogawa Teruaki?)
- Yousuke Shiina (椎名 鷹介 Shiina Yōsuke?, 7): Shun Shioya (塩谷 瞬 Shioya Shun?)
- Harukaze Kato (加藤 春風 Katō Harukaze?, 9): Yuko Ito (伊藤 裕子 Itō Yūko?)
- Shishioh (獅子王 Shishiō?, 19, 20): Yukio Yamagata (山形 ユキオ Yamagata Yukio?)
- Tsubasa Ozu (小津 翼 Ozu Tsubasa?): Hiroya Matsumoto (松本 寛也 Matsumoto Hiroya?)

## Nhạc phim
Mở đầu
- "Saa Ike! Ninninger!" (さぁ行け! ニンニンジャー!  Saa Ike! Ninninjā!?, "Let's Go! Ninninger!")
  - Lyrics: Neko Oikawa (及川 眠子 Oikawa Neko?)
  - Composition & Arrangement: Akira Sato (佐藤 晃 Satō Akira?)
  - Trình bày: Yōhei Ōnishi (大西 洋平 Ōnishi Yōhei?)

Kết thúc
- "Nan ja Mon ja! Ninja Matsuri!" (なんじゃモンじゃ! ニンジャ祭り!? "What's That?! A Ninja Festival!")
  - Lyrics & Composition: Motoi Okuda (奥田 もとい Okuda Motoi?)
  - Arrangement: Funta 7
  - Trình bày: Daiki Ise (伊勢 大貴 Ise Daiki?)